# Krattigen
Krattigen är en ort och kommun i distriktet Frutigen-Niedersimmental i kantonen Bern, Schweiz. Kommunen har 1 155 invånare (2023).
Kommunen ligger vid Thunsjön.